# Gynandromorphisme

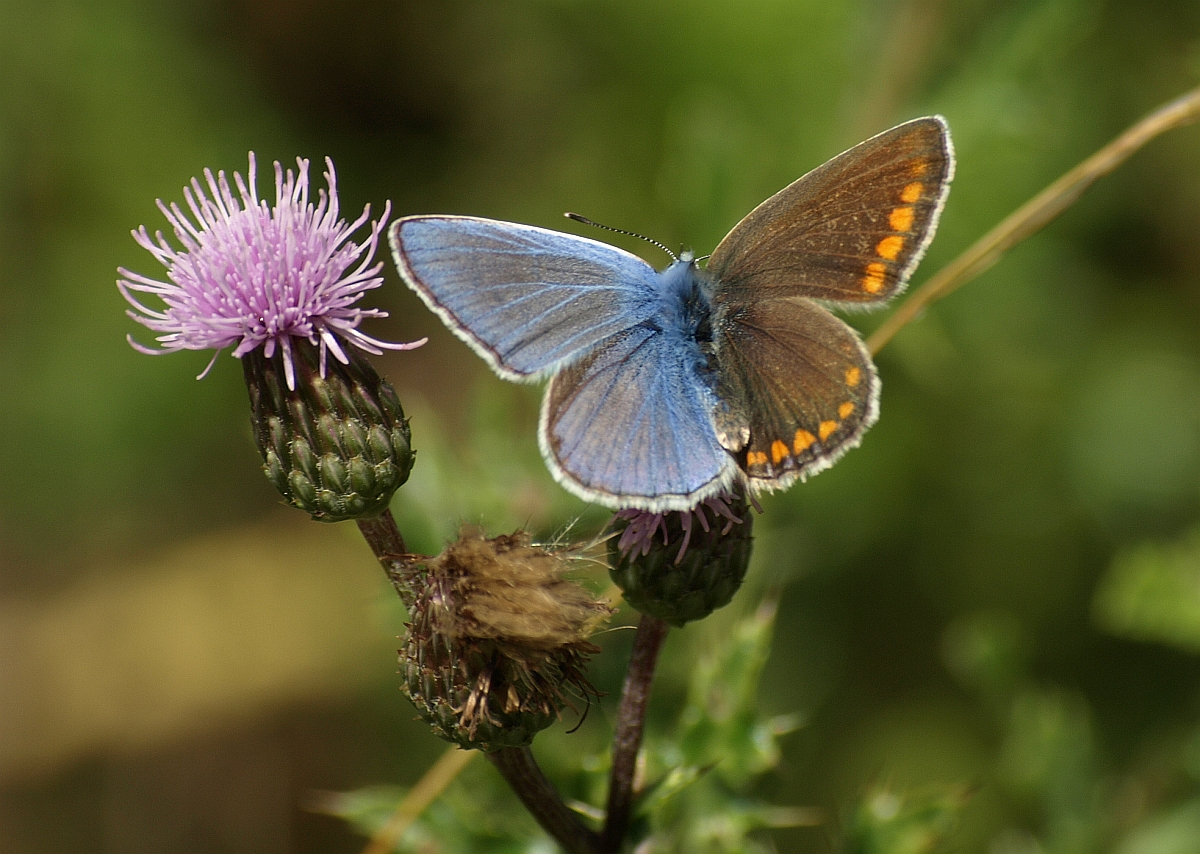
Gynandromorphisme bilatéral chez un Argus bleu. Moitié Mâle à gauche et femelle à droite.

Le gynandromorphisme est une atypicité observable chez un individu qui présente à la fois des régions mâles et des régions femelles. Il touche parfois certains animaux, principalement des insectes, mais aussi des oiseaux, crustacés, etc.

## Éléments de définition
Un individu gynandromorphe est atteint d'une forme de chimérisme, dans laquelle les deux populations de cellules génétiquement distinctes sont mâle et femelle.
Le « gynandromorphisme bilatéral » est la division du corps en deux parties distinctes, un côté mâle et un côté femelle.

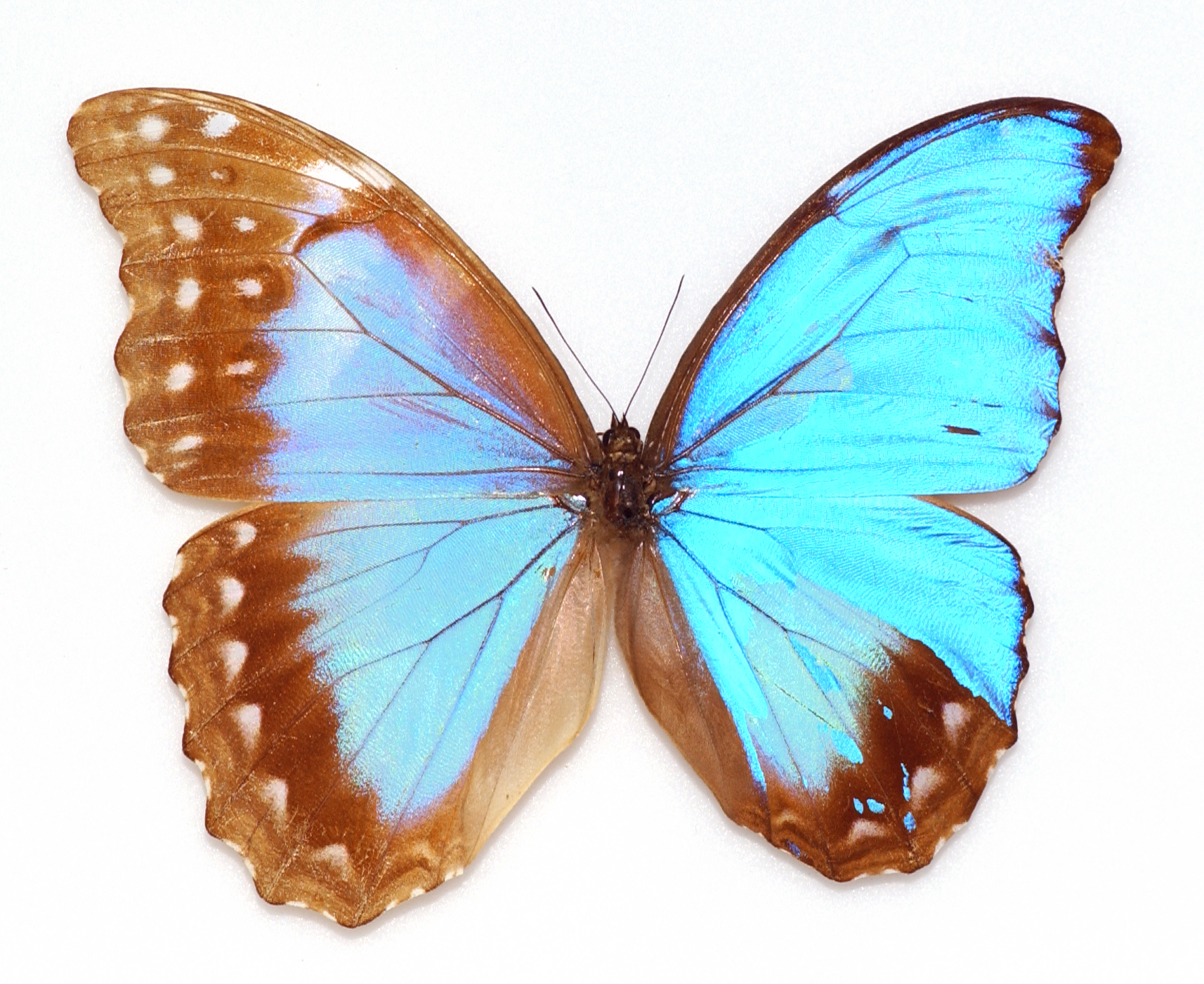
Morpho didius
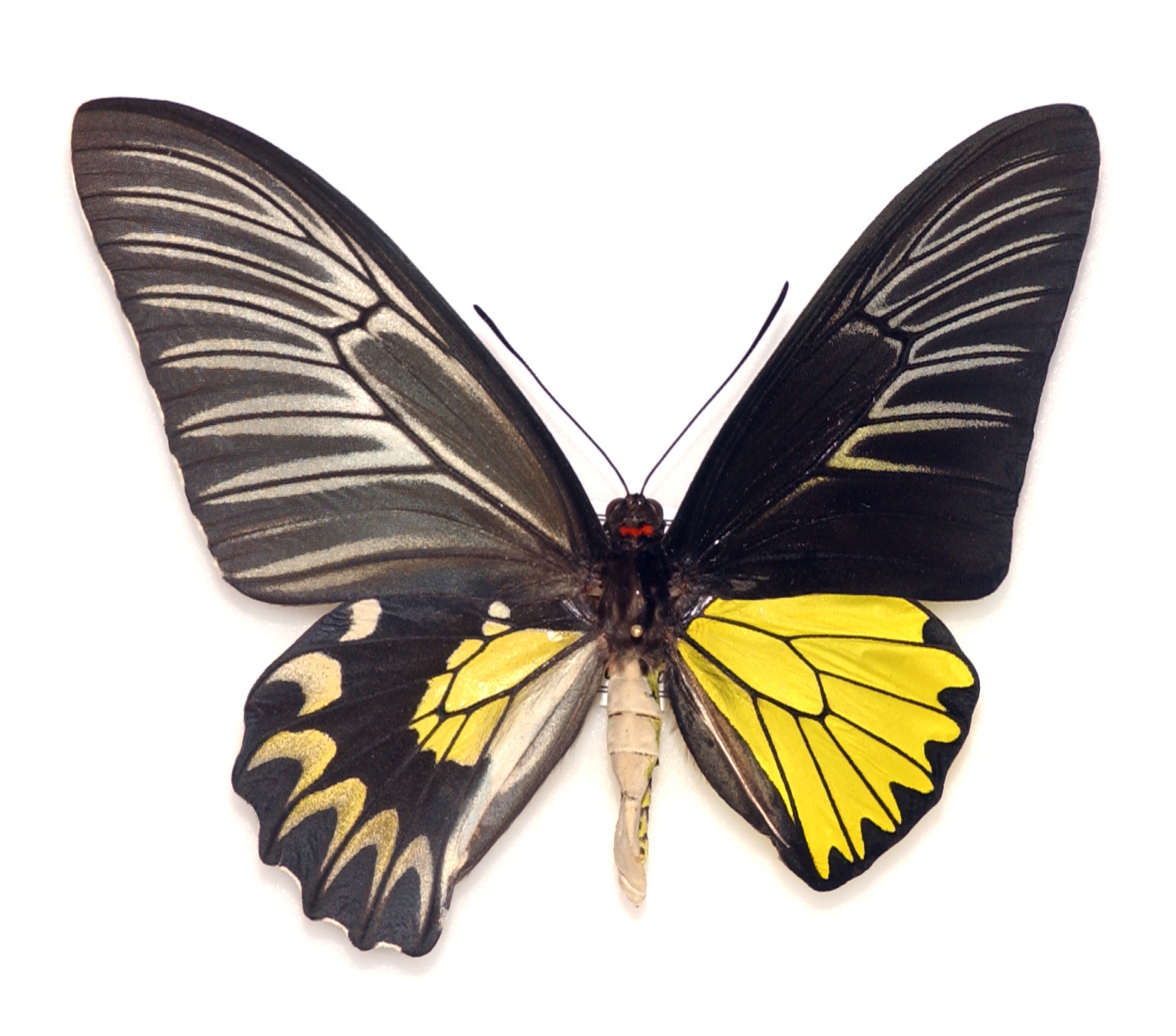
Troides rhadamantus
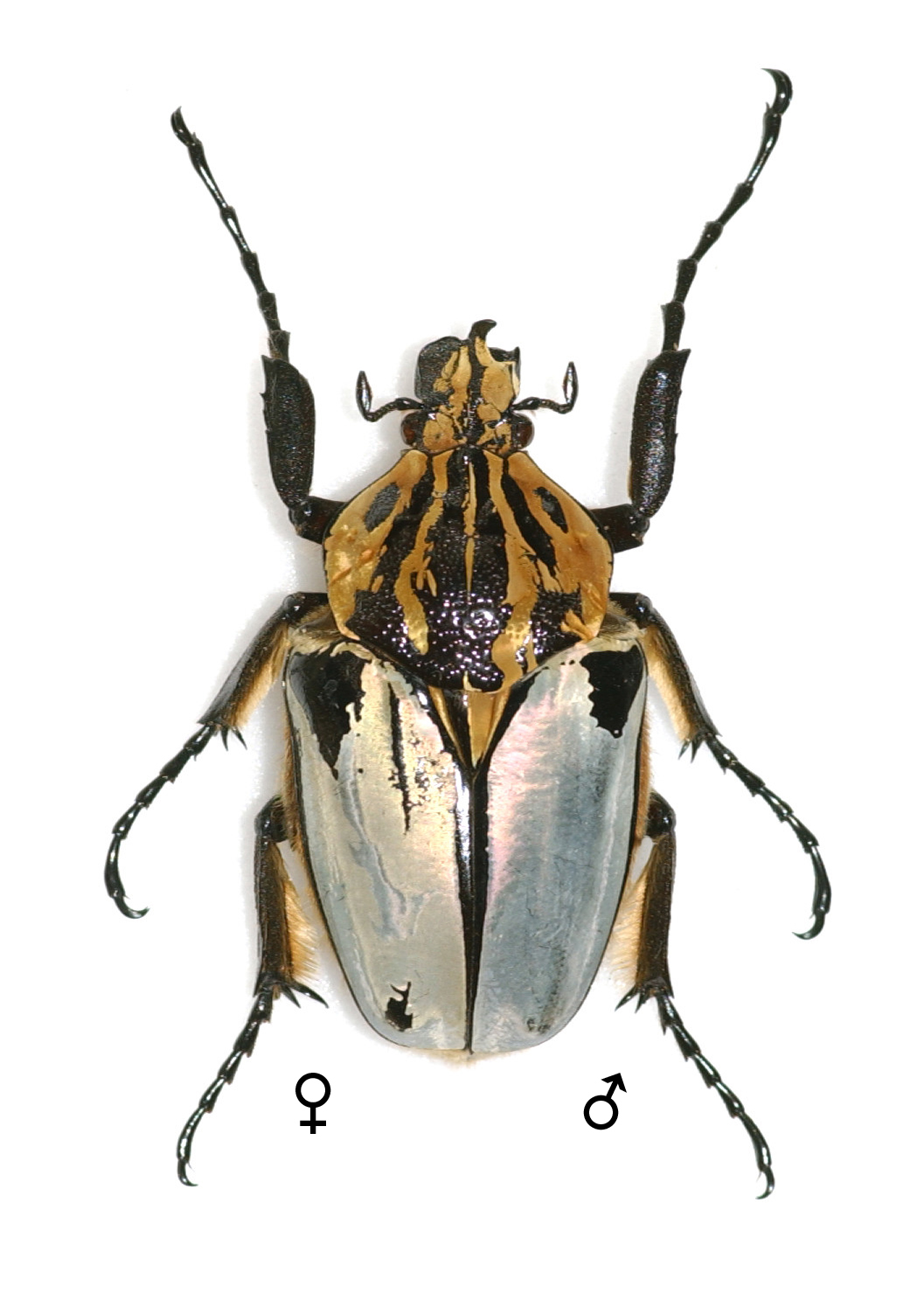
Goliathus cacicus
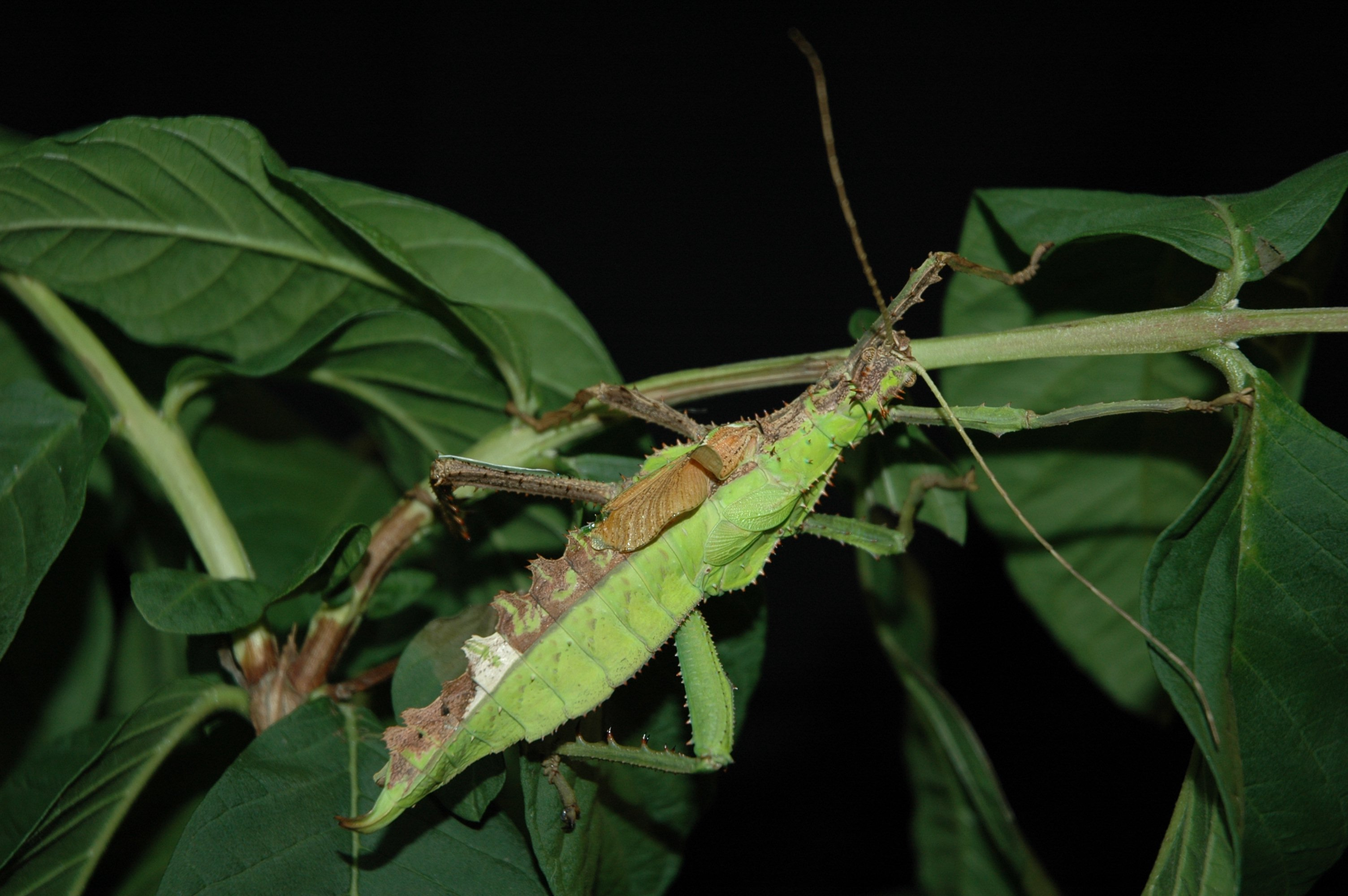
Heteropteryx dilatata

Le « gynandromorphisme en mosaïque » est la division du corps de manière apparemment aléatoire avec certaines parties femelles et d'autres mâles.

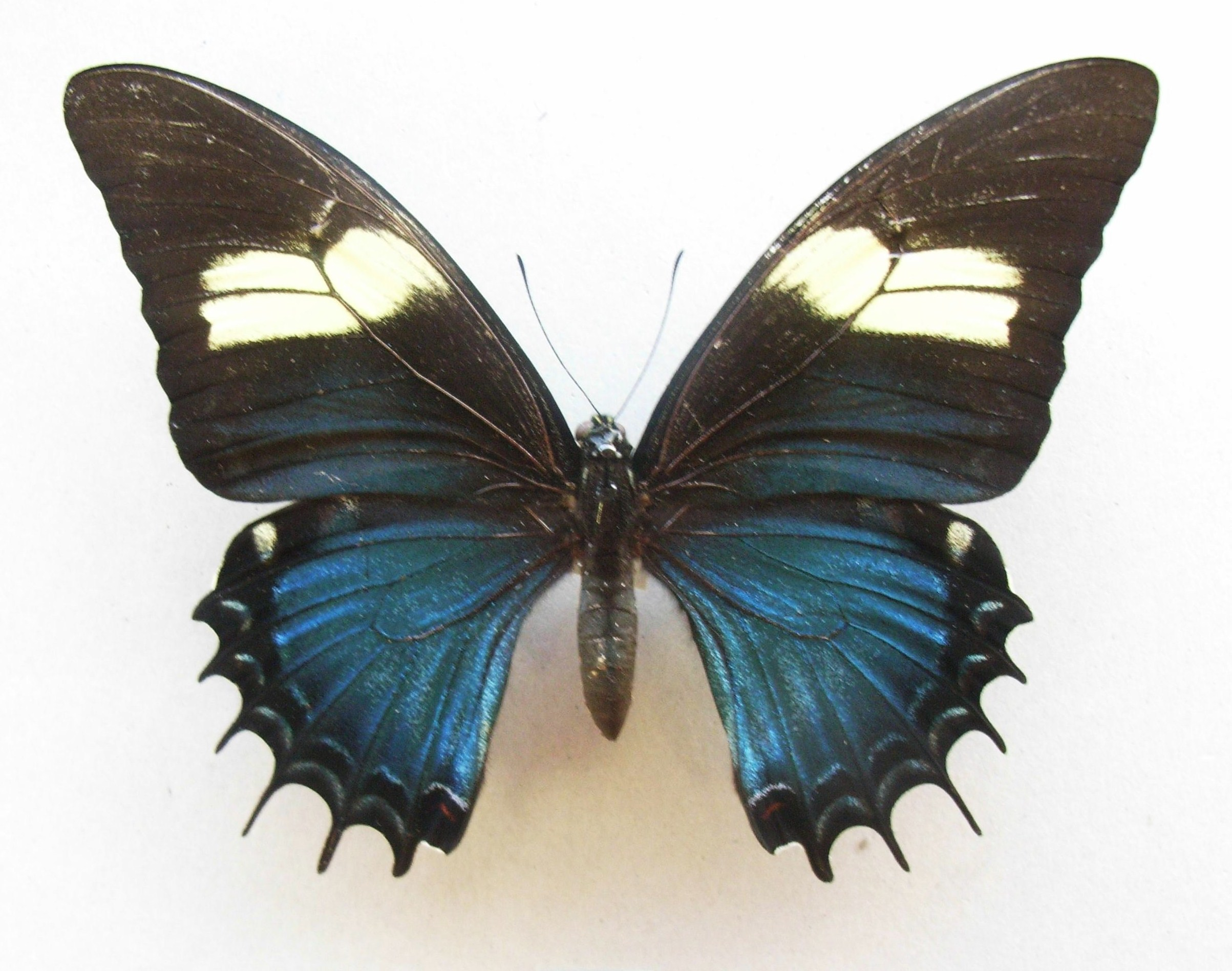
Femelle normale de Papilio androgeus
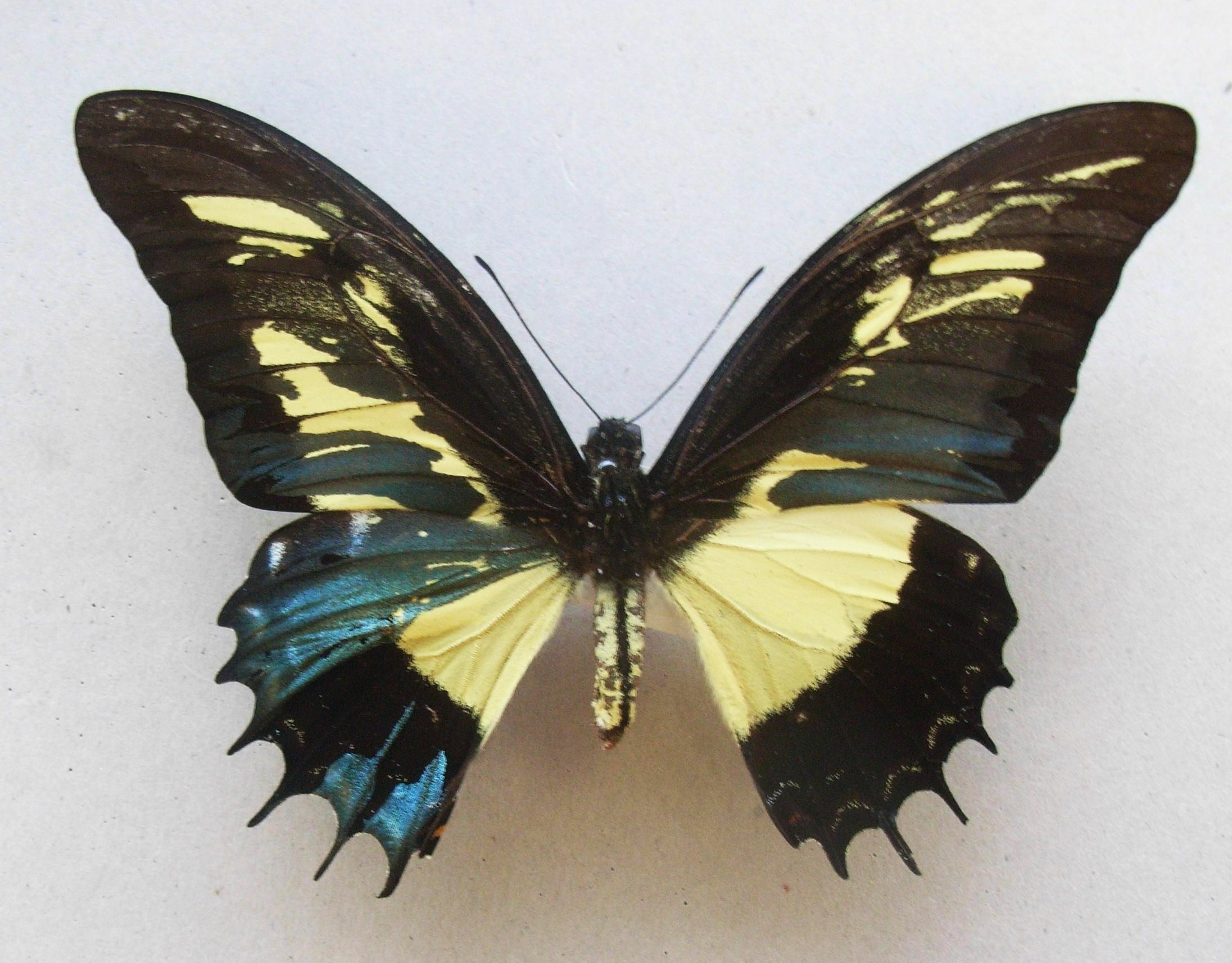
Gynandromorphe mosaïque de Papilio androgeus
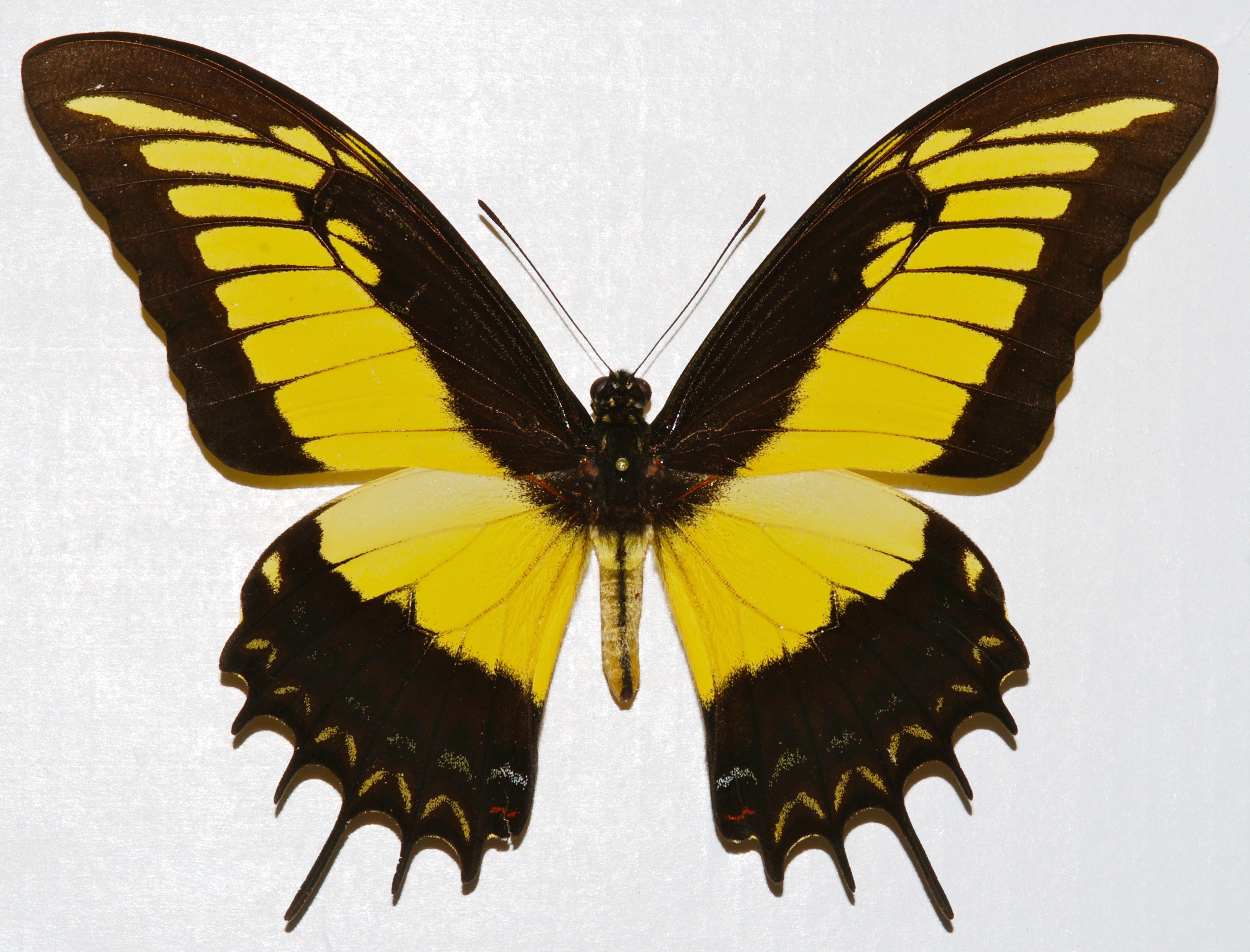
Mâle normal de Papilio androgeus

## Cas de gynandromorphisme chez les abeilles
Les scientifiques ont commencé par étudier ce phénomène très rare à partir de 1953. Mais ce phénomène tellement rare demeure sans réponse chez Apis mellifera.
Zgurzynski un apiculteur américain a déclaré avoir découvert une abeille gynandromorphe dans l'une de ses ruches. L'abeille était affectée d'une mutation touchant la coloration de ses yeux et la rendant partiellement aveugle. Il est possible qu'une aberration se soit produite à un stade ultérieur du développement de l'abeille.
Chez Megalopta amoena, le phénomène de gynandromorphisme a lui aussi été observé en 2020.

## Représentations culturelles

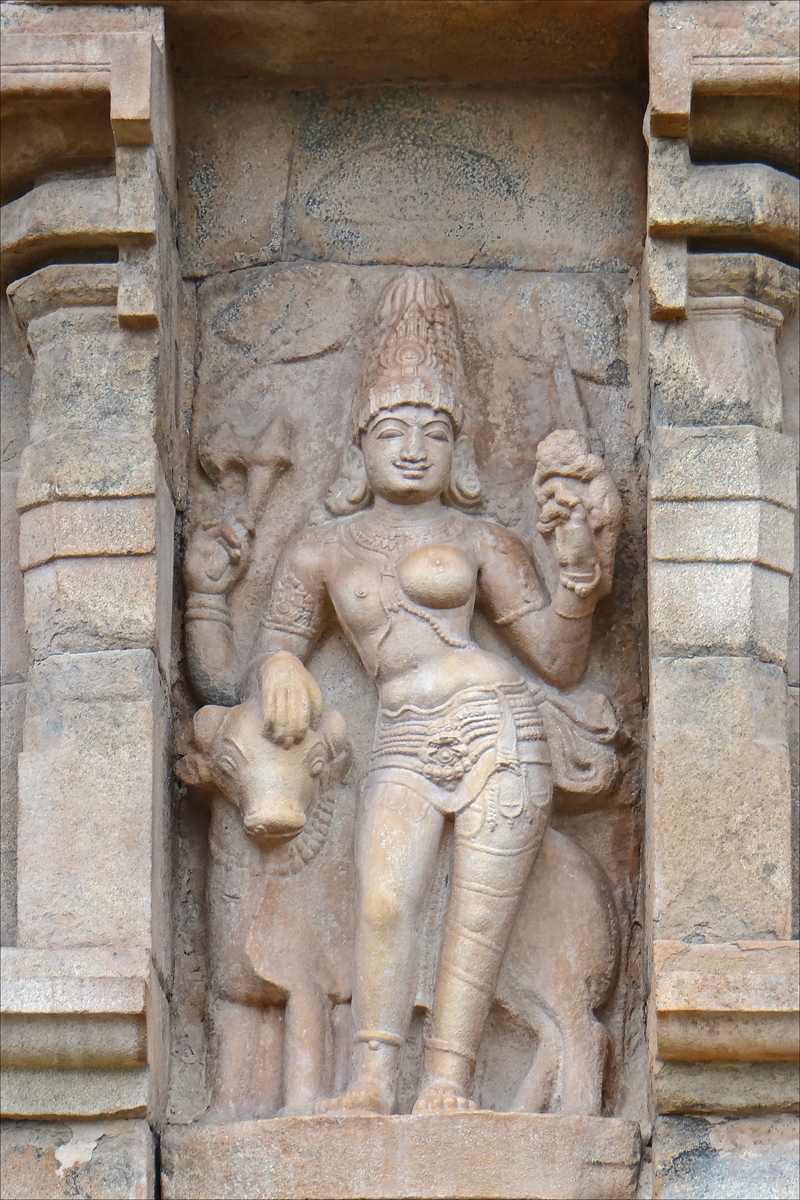
Bas relief représentant un dieu androgyne, moitié mâle (Shiva) et moitié femelle (Parvati)